# Beyond the Shore
Beyond the Shore (engl. für „weit weg von der Küste“) ist ein Song aus dem Film Coda von Siân Heder. Er wurde am 13. August 2021 gemeinsam mit dem Soundtrack-Album veröffentlicht.

## Entstehung

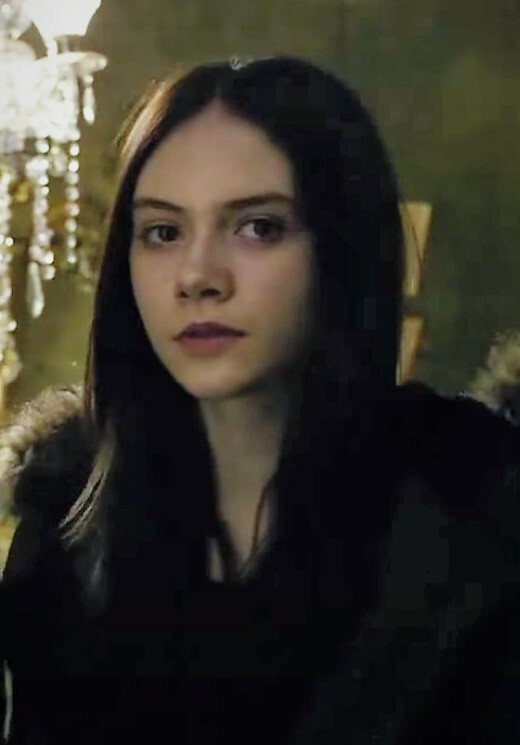
Emilia Jones singt Beyond the Shore und spielt in Coda in der Hauptrolle Ruby Rossi

Die Musikstücke für den Film Coda von Siân Heder wurden von Marius de Vries komponiert. Einige der Lieder für den Film wurden von Emilia Jones gesungen, so auch Beyond the Shore. Sie singt in dem Lied über den Alltag der Fischer, die auf dem Meer unterwegs sind und damit über das Leben in ihrer Rolle im Film. In dem Coming-of-Age-Film spielt Jones in der Hauptrolle die 17-jährige Ruby Rossi, die das einzige hörende Mitglied ihrer ansonsten gehörlosen Familie ist. Jeden Tag vor der Schule fährt die 17-Jährige mit ihrem Vater Frank und ihrem Bruder Leo mit einem Trawler aufs Meer, damit diese ihr Fischereigeschäft in Gloucester am Leben erhalten können. Als sie ihre Leidenschaft für das Singen entdeckt, gerät die junge Frau in einen Konflikt zwischen der Verantwortung gegenüber ihrer Familie und ihres Traums am Berklee College of Music Gesang zu studieren.
Beyond the Shore war der einzige Song, den Jones nicht live am Set gesungen hatte. Bei der Aufnahme im Studio versuchte sie, die Verbindung und das Verständnis zwischen ihr und ihrem Filmvater zum Ausdruck zu bringen. De Vries schrieb Beyond the Shore gemeinsam mit Regisseurin Heder, dem Musikproduzenten Nicholai Baxter und Filmkomponisten Matt Dahan.

## Veröffentlichung
Beyond the Shore ist auf dem Soundtrack-Album zum Film enthalten, das am 13. August 2021, dem Tag der Veröffentlichung des Films bei Apple TV+ und dem US-Kinostart, von Republic Records als Download veröffentlicht wurde.

## Auszeichnungen
Beyond the Shore befindet sich in einer Shortlist in der Kategorie Bester Song bei der Oscarverleihung 2022. Im Folgenden weitere Auszeichnungen und Nominierungen.
Hollywood Critics Association Awards 2021
- Nominierung als Bester Filmsong[5]

Hollywood Music in Media Awards 2021
- Auszeichnung als Bester Song – Independent Film (Nick Baxter, Siân Heder, Marius De Vries, Matt Dahan und Emilia Jones)[6]

Satellite Awards 2021
- Nominierung als Bester Filmsong (Nicholai Baxter, Matt Dahan, Siân Heder und Marius de Vries)